# راب دیردک
راب دیردک (انگلیسی: Rob Dyrdek؛ زادهٔ ۲۸ ژوئن ۱۹۷۴) مجری تلویزیون، بازیگر، تهیه‌کننده فیلم و اسکیت‌بردباز اهل ایالات متحده آمریکا است. وی از سال ۱۹۹۱ میلادی تاکنون مشغول فعالیت بوده‌است.